# Tanja Frank

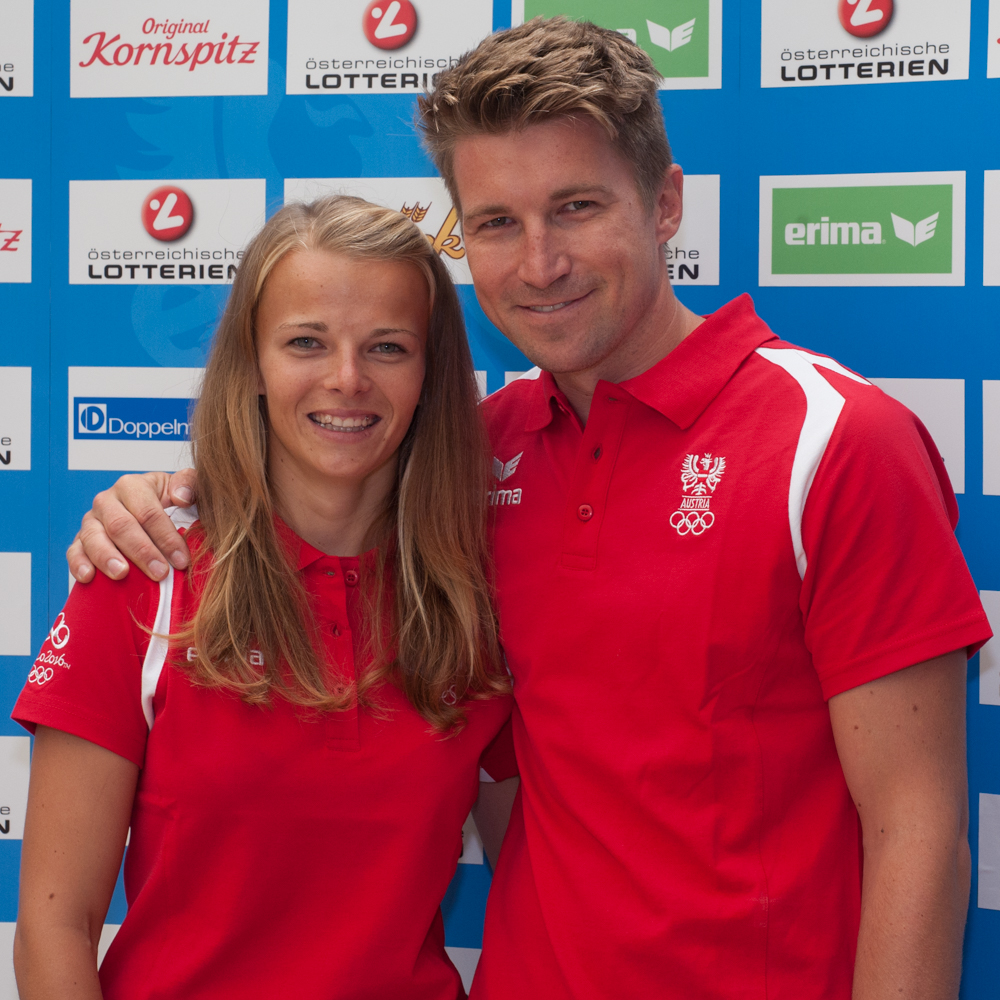
Tanja Frank und Thomas Zajac bei der Olympiaeinkleidung 2016

Tanja Chiara Frank (* 24. Jänner 1993 in Wien) ist eine ehemalige österreichische Seglerin. Von 2012 bis 2016 segelte sie in der Nacra-17-Klasse an der Seite von Thomas Zajac. Bei den Olympischen Spielen 2016 gewann das Duo die Bronzemedaille vor der Küste von Rio de Janeiro. Ab 2017 bildete sie im 49er FX eine Paarung mit Lorena Abicht.

## Leben
Tanja Frank wurde als Baby adoptiert. Sie verfügt über einen IQ von 137, der sich bereits im frühen Kindesalter bemerkbar machte. Im Alter von zweieinhalb Jahren war die Tochter einer Segelschulbesitzerin in der Lage, alleine ein Boot der Klasse Optimist zu steuern. Mit fünf segelte sie ihre ersten Regatten auf dem Neusiedler See. Ihre Einschulung in die zweite Klasse Volksschule hatte Tanja mit fünfeinhalb, mit 14 begann sie neben der Schule ein Biologiestudium. Später wechselte sie zu Ernährungswissenschaften, einer Studienrichtung, der sie neben ihrer Segelkarriere treu geblieben ist.
Tanja Frank segelte bis 2004 für den Sportunion Yachtclub Seewind Jois. Allgemein segelt sie für den ASVÖ Union Yachtclub Neusiedlersee. Sie ist beim Bundesheer als HSZ-Sportlerin angestellt und bekleidet den Dienstgrad eines Korporals.

### Nacra 17
2011 gewann Frank zusammen mit Lara Vadlau den Jugendweltmeistertitel in der 420er Jolle. Im selben Jahr sicherte sie sich die Silbermedaille bei der Hobie 16 EM in Breitenbrunn. Die Olympischen Spiele 2016 im Blick, wechselte sie in die neu etablierte Katamaran-Klasse Nacra 17. Seit Ende des Jahres 2012 bildete sie ein Duo mit Thomas Zajac, vormals Vizeweltmeister im Tornado. Die 1,68 Meter große Tanja Frank übernahm in dieser Paarung die kraftraubende Rolle der Vorschoterin, während Zajac steuerte. 2013 feierten die beiden beachtliche Erfolge, darunter einen zweiten Gesamtrang im Europacup, und lagen kurzzeitig sogar an der Spitze der ISAF-Weltrangliste. 2016 qualifizierten sie sich für die Teilnahme an den Olympischen Spielen in Rio, wo sie die Bronzemedaille gewannen und damit für das erste österreichische Edelmetall seit acht Jahren sorgten. Für diese Leistung wurde das Duo im Rahmen der Wahl zu Österreichs Sportler des Jahres als Mannschaft des Jahres ausgezeichnet.
Bei der Kieler Woche 2022 segelte Frank mit Lukas Haberl vom Union Yachtclub Mondsee. Sie belegten mit Segelzeichen AUT33 im Feld von 31 Booten Platz 15 nach neun Wettfahrten.

### 49er FX
Seit 2017 segelt Frank gemeinsam mit ihrer Freundin aus Kindertagen, Lorena Abicht, im 49er FX. Sie agiert dabei wieder als Steuerfrau.  Noch im selben Jahr bestritten sie mit der Weltmeisterschaft in Porto ihr erstes Großereignis. Im Jahr 2018 platzierten sich die beiden in neun von 13 Rennen unter den besten zehn und gewannen die Silbermedaille bei den Weltmeisterschaften von Aarhus. Nachdem sie lange Zeit auf Goldkurs gelegen hatten, fielen sie durch ein Missgeschick im entscheidenden Medal Race noch auf den zweiten Rang zurück. Damit sicherten sie sich den Quotenplatz für die Olympischen Sommerspiele 2020 in Tokio. Während der Eröffnungsfeier war sie, gemeinsam mit ihrem ehemaligen Segler-Kollegen Thomas Zajac, die Fahnenträgerin ihrer Nation. Im August 2024 belegte sie an der Seite von Abicht bei ihrer dritten und letzten Olympiateilnahme vor der Küste Marseilles Platz 15.
Am 12. März 2025 gab Frank ihren Rücktritt vom Leistungssport bekannt.

## Erfolge und Auszeichnungen

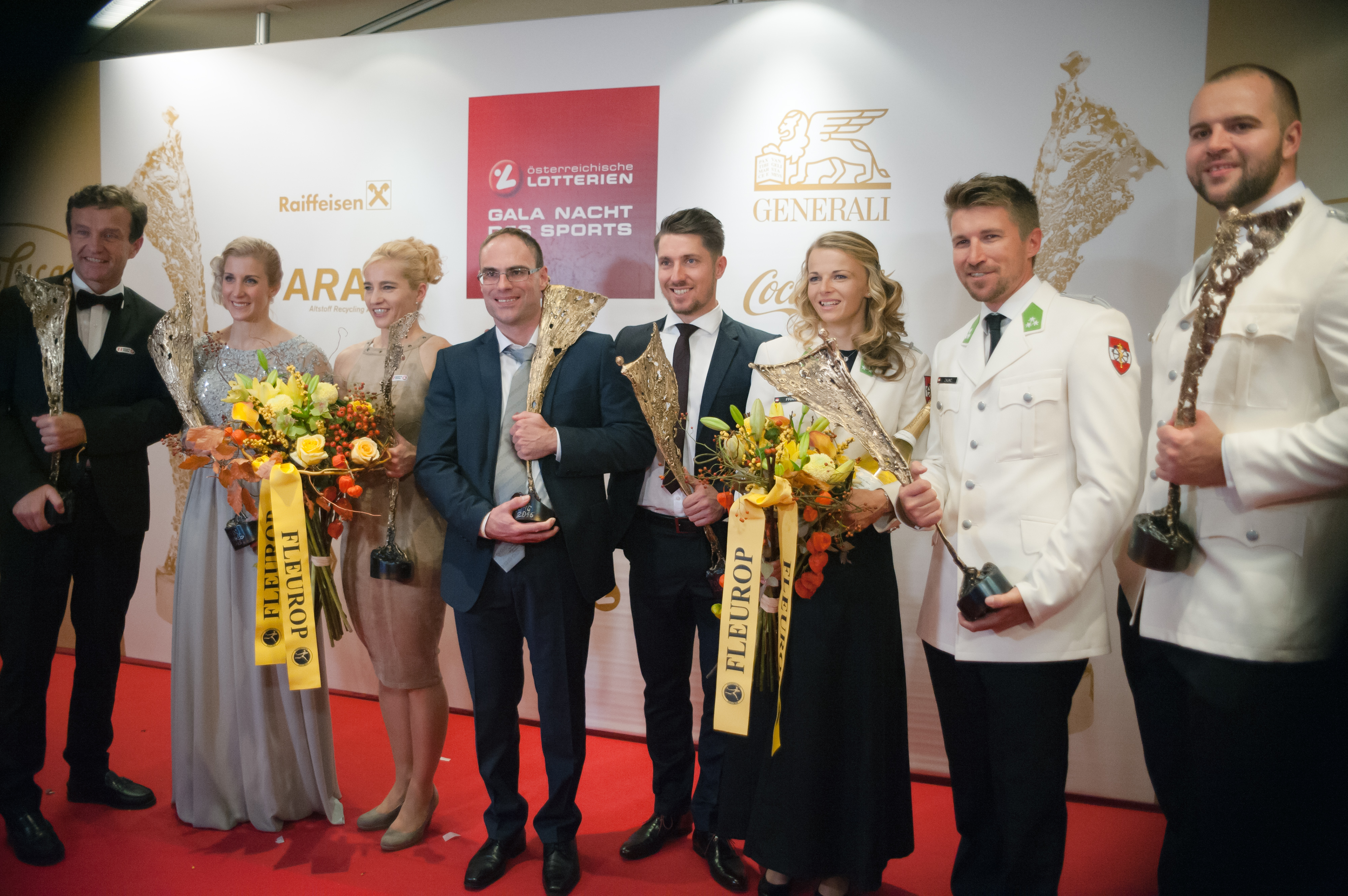
Tanja Frank und Thomas Zajac bei der Ehrung von Österreichs Sportlern des Jahres 2016

- 2011: Gold bei den Juniorenweltmeisterschaften im 420er (mit Lara Vadlau)
- 2011: Silber bei den Europameisterschaften im Hobie 16 (mit Norbert Petschel)
- 2013: Europacupsieg am Gardasee im Nacra 17 (mit Thomas Zajac)
- 2013: Dritte bei der Kieler Woche im Nacra 17 (mit Thomas Zajac)
- 2013: Zweite in der Europacup-Gesamtwertung im Nacra 17 (mit Thomas Zajac)
- 2013: Gold bei den Pre-Worlds im Nacra 17 (mit Thomas Zajac)
- 2013: Weltranglistenführung im Nacra 17 (mit Thomas Zajac)
- 2016: Bronze bei den Olympischen Sommerspielen in Rio im Nacra 17 (mit Thomas Zajac)
- 2016: Mannschaft des Jahres bei der Wahl zu Österreichs Sportler des Jahres (mit Thomas Zajac)
- 2018: Silber bei den Weltmeisterschaften im 49er FX (mit Lorena Abicht)